# 当麻桜井
当麻 桜井（たいま の さくらい）は、飛鳥時代から奈良時代にかけての貴族。官位は従四位下・武蔵守。

## 経歴
持統天皇3年（689年）刑部省に判事が置かれると、藤原不比等らと共にこれに任ぜられる（この時の冠位は務大肆）。大宝元年（701年）大宝令における位階制度の制定を通じて、従五位上に叙せられる。
その後、慶雲2年（705年）伊勢守、和銅元年（708年）武蔵守と、文武・元明朝にかけて地方官を歴任した。
和銅8年（715年）正月に従四位下に叙せられるが、同年2月14日卒去。

## 官歴
『六国史』による。
- 時期不詳：務大肆
- 持統天皇3年（689年） 2月26日：判事
- 時期不詳：従五位上
- 慶雲2年（705年） 9月20日：伊勢守
- 時期不詳：正五位下
- 和銅元年（708年） 3月13日：武蔵守
- 和銅8年（715年） 正月10日：従四位下。2月14日：卒去